# 大野鈍阿
大野 鈍阿（おおの どんな、1885年（明治18年）- 1951年（昭和26年））は、岐阜県出身の陶芸家である。本名は大野 準一（おおの じゅんいち）。

## 略歴
- 1885年（明治18年）、美濃焼の産地、岐阜県の土岐郡（現、土岐市）に生まれる。子どもの頃からやきもの作りの見習いをし、20歳頃までには轆轤を挽き、窯を焚く職人となる。
- 1909年（明治42年）、上京して品川の大横町に移り住み、水焜炉（みずこんろ）、行平（ゆきひら）などの雑器を造る。
- 1913年（大正2年）、大横町から数百メートル離れた御殿山に邸宅を構えていた益田鈍翁（益田孝）により、その働きぶりを見出され、益田家のお抱え職人として迎え入れられる。邸宅内に住居を与えられて、陶磁器窯（鈍阿焼）を築窯する。稀代の茶人として名高い益田の所有する楽焼の茶碗や鉢などのコレクションを預けられ、その指導のもと写しをつくるように命じられる。なかでも益田が号した「鈍翁」の由来となった、表千家6世家元、原叟宗左 覚々斎（かくかくさい）による茶碗「鈍太郎」の写しを繰り返し造った。「鈍阿」はこのころ益田鈍翁から号の一字「鈍」をとって、名付けられたものである。また、本阿弥光悦風の楽茶碗も制作されており、「不二山」風の楽茶碗には旧姫路藩主 酒井忠正の箱書きが添っている。
- 1914年（大正3年）鈍翁により、鈍阿焼の器だけを用いた茶会が催される。この時供された茶碗は絶賛を受け、五千円（現在の価値で5,000万円程度）で譲って欲しいという客まで現れた。
- 1917年（大正6年）、鈍翁が実質的に小田原に居を移したのをきっかけに、益田邸を去り、上目黒の根津嘉一郎所有の土地に本焼の本窯を築き、自主的に陶技を磨き始める。一方で、その後も鈍翁との関係は切れることはなく、鈍翁は上目黒の鈍阿の元にやってきては、上出来の作を持っていったという。
- 1929年（昭和5年）、鈍翁に命名を仰いで茶席「鈍庵」をつくる。
- 1934年（昭和9年）、等々力に移窯。開窯を記念して本阿弥光悦「園城」風の楽茶碗を十数個焼く。その中の一つを鈍翁が取り上げ、源俊頼の歌から「玉川の里」と名付け本歌とした。平成10年、益田鈍翁生誕150年記念に山形の山寺芭蕉記念館「益田鈍翁と数寄者展」の特別展に出品される。

## その他
かつての住まいは根庵、鈍庵として池上の松涛園に移築され現存。